# Yılmaz Güney
Yılmaz Güney (nacido yılmaz Putún, 1 de abril de 1937 - 9 de septiembre de 1984) fue un director de cine, guionista, novelista y actor kurdo de origen zaza, que hizo películas en turco. Rápidamente saltó a la fama en la industria del cine turco. Muchas de sus obras fueron dedicadas a la difícil situación de la gente común y trabajadora en Turquía. Yılmaz Güney ganó la Palma de Oro con la película Yol que coprodujo con Şerif Gören en el Festival de Cannes en 1982. Estaba en constante desacuerdo con el gobierno turco debido a sus representaciones de la cultura, la gente y el idioma kurdo en sus películas. Después de haber sido condenado por matar a un juez en 1974, huyó del país y luego perdió su ciudadanía.

## Trayectoria en Turquía
Como cine turco, el sistema de estudio turco, un puñado de directores, incluido Atıf Yılmaz, comenzó a utilizar el cine como un medio para abordar los problemas de las personas. Los melodramas sancionados por el estado, las películas de guerra y las adaptaciones se habían realizado anteriormente en teatros turcos. Estos nuevos cineastas comenzaron a filmar y proyectar imágenes más realistas de la vida turca / kurda. Yılmaz Güney fue uno de los nombres más populares que surgió de esta tendencia, un joven actor de aspecto áspero que se ganó el apodo de Çirkin Kral en turco ("el Rey Feo") o paşay naşirîn en idioma kurdo.
Después de trabajar como aprendiz de guionista y asistente de Atıf Yılmaz, Güney pronto comenzó a aparecer en hasta 20 películas al año y se convirtió en uno de los actores más populares de Turquía. La década de 1960 trajo libertad restringida a Turquía, y Güney fue encarcelado desde 1960 hasta 1962. En prisión escribió lo que algunos etiquetaron como una novela «comunista», Murieron con sus cabezas inclinadas.
La situación política del país y la relación de Güney con las autoridades se volvieron aún más tensas en los años siguientes. No satisfecho con su estatus de estrella en la industria cinematográfica turca, Güney comenzó a dirigir sus propias películas en 1965. En 1968 había formado su propia compañía de producción, «Güney Filmcilik». En los años siguientes, los títulos de sus películas reflejaron los sentimientos de la gente de Turquía: Umut (1970); Ağıt (1972); Acı (1971); The Hopeless (1971). Umut es considerada la primera película realista de cine turco, el director estadounidense Elia Kazan estuvo entre los primeros en elogiar la película; «Umut es una película poética, completamente nativa, no una imitación de Hollywood o de los maestros europeos, surgió del entorno de una aldea»".
Sin embargo, después de 1972, Güney pasó la mayor parte de su vida en prisión. Arrestado por albergar estudiantes anarquistas, Güney fue encarcelado durante la preproducción de Zavallılar (1975) y antes de terminar Endişe (1974), que fue terminada en 1974 por el asistente de Güney, Şerif Gören. Este fue el papel que Gören repetiría en los próximos doce años, dirigiendo varios guiones que Güney escribió en prisión. Liberado de prisión en 1974 como parte de una amnistía general, Güney fue arrestado nuevamente ese mismo año por disparar a Sefa Mutlu, fiscal del distrito de Yumurtalık en la provincia de Adana, causándole la muerte en un club nocturno como resultado de una riña de borrachos, y se le condenó a prisión por 19 años.  Durante este tramo de encarcelamiento, sus guiones más exitosos fueron Sürü (1978) y Düşman (1979), ambos dirigidos por Zeki Ökten. Düşman ganó una Mención de Honor en el 30 Festival Internacional de Cine de Berlín en 1980.

## Exilio y fallecimiento

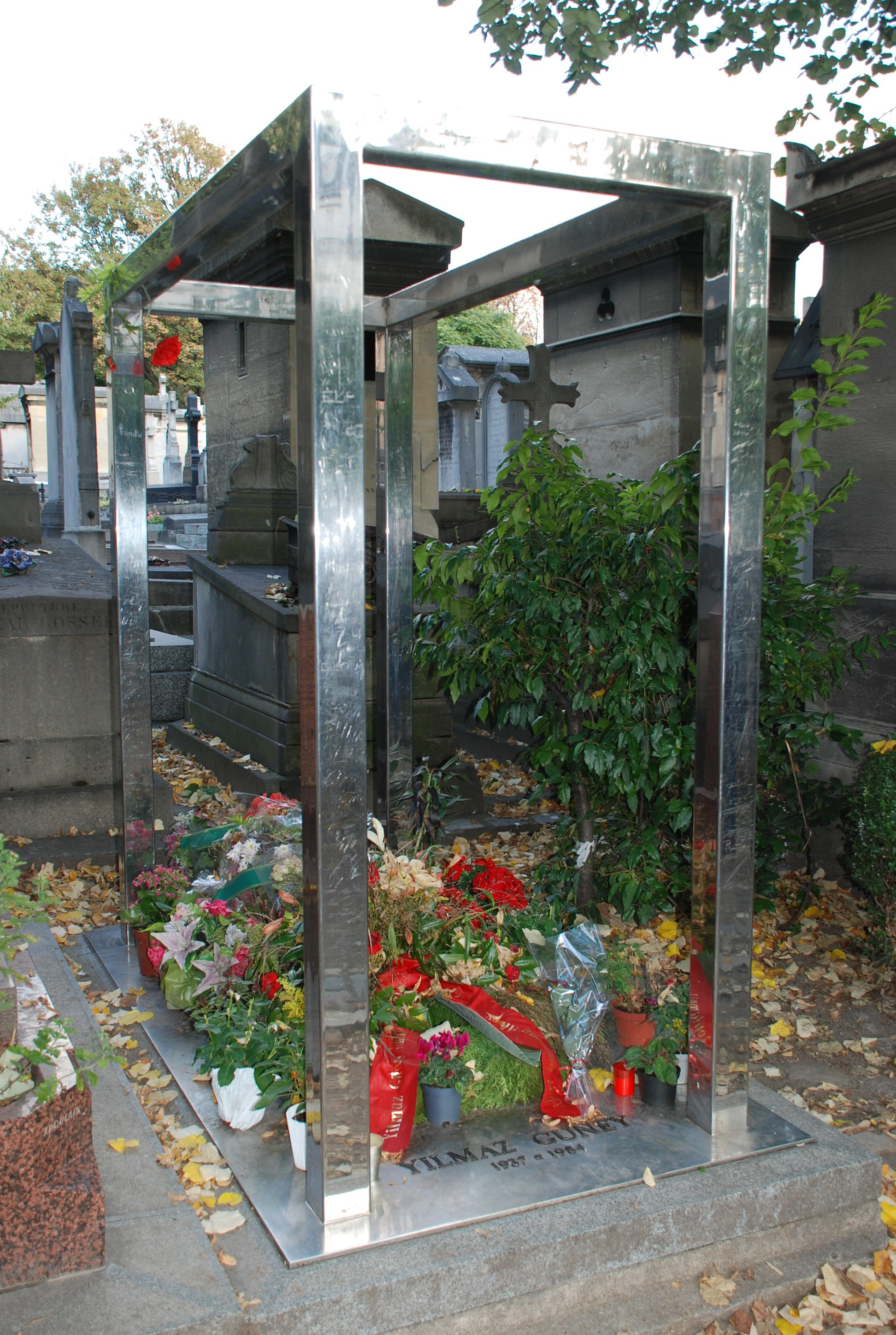
Tumba de Yılmaz Güney en el cementerio Père Lachaise, Paris

En septiembre de 1980, las obras de Güney fueron prohibidas por la nueva junta militar. Güney declaró: «Solo hay dos posibilidades: luchar o rendirse, elegí luchar». Después de escapar de prisión en 1981 y huir a Francia, ganó la Palma de Oro en el Festival de Cine de Cannes de 1982 por su película Yol, cuyo director de campo fue una vez más Şerif Gören. No fue hasta 1983 que Güney volvió a dirigir, contando una historia brutal de niños encarcelados en su película final, Duvar (1983), hecha en Francia con la cooperación del gobierno francés. Mientras tanto, el gobierno de Turquía revocó su ciudadanía y un tribunal lo sentenció a veintidós años adicionales en la cárcel.
Yılmaz Güney murió de cáncer gástrico en 1984, en París (Francia).

## Premios y reconocimientos
Festival Internacional de Cine de Cannes
| Año  | Categoría        | Película | Resultado |
| ---- | ---------------- | -------- | --------- |
| 1982 | Palma de Oro     | Yol      | Ganador   |
| 1982 | Premios FIPRESCI | Yol      | Ganador   |